# Anatoli Jakowlewitsch Lewin
Anatoli Jakowlewitsch Lewin (russisch Анатолий Яковлевич Левин; * 30. Märzjul. / 12. April 1909greg. in Moskau; † 1991) war ein sowjetischer Luftfahrtingenieur.

## Leben
Lewin studierte am Moskauer Staatlichen Luftfahrtinstitut (MAI) mit Abschluss 1930. Ab 1929 arbeitete er als Konstrukteur im Moskauer Zentralen Aerohydrodynamischen Institut (ZAGI), wo er Sektionschef wurde.
1933 wechselte Lewin als Ingenieur-Konstrukteur ins Moskauer Sonderkonstruktionsbüro OKB Iljuschin, wo er Abteilungsleiter wurde. Er war an den Entwicklungen aller Iljuschin-Flugzeuge von der ZKB-26 bis zur Iljuschin Il-114 beteiligt. Unter seiner Leitung und mit seiner persönlichen Mitarbeit  wurden die Hydraulik-Systeme für die Iljuschin-Flugzeuge entwickelt. Für die Iljuschin Il-18 leitete er die Entwicklungsarbeiten für die Systeme zur Versorgung der Passagiere und Besatzung und die Hydraulik- und Enteisungssysteme. Er machte 30 Erfindungen, darunter das weltweit erste Elektroimpuls-Enteisungssystem für die Großraumflugzeuge Iljuschin Il-86 und Iljuschin Il-96-300.

## Ehrungen, Preise
- Orden des Roten Banners der Arbeit (1938, 1944, 1957, 1976, 1981)[1]
- Orden des Roten Sterns (1941, 1944)
- Medaille „Für die Verteidigung Moskaus“ (1945)
- Medaille „Für heldenmütige Arbeit im Großen Vaterländischen Krieg 1941–1945“ (1945)
- Stalinpreis für die Beteiligung an der Entwicklung des Frontbombenflugzeugs Iljuschin Il-28 (1951)[1]
- Leninpreis im Bereich Technik für die Entwicklung und den Bau des Passagierflugzeugs Iljuschin Il-18 (1960 mit Entwicklungsleiter und Generalkonstrukteur Sergei Wladimirowitsch Iljuschin, Chefkonstrukteur Alexander Georgijewitsch Iwtschenko, Testpilot Wladimir Konstantinowitsch Kokkinaki und den führenden Konstrukteuren Waleri Afrikanowitsch Borog, Wiktor Michailowitsch Germanow, Alexei Nikolajewitsch Slenko, Wladimir Alexejewitsch Lotarjow, Anatoli Konstantinowitsch Pantelejew, Jewgeni Iwanowitsch Sankow, Wiktor Nikolajewitsch Semjonow und Alexei Illarionowitsch Schwedtschenko)
- Bronzemedaille der Ausstellung der Errungenschaften der Volkswirtschaft der UdSSR (1968)
- Leninorden (1969)
- Jubiläumsmedaille „Zum Gedenken an den 100. Geburtstag von Wladimir Iljitsch Lenin“ (1970)
- Medaille „30. Jahrestag des Sieges im Großen Vaterländischen Krieg 1941–1945“[1]
- Ehrenflugzeugbauer (1983)